# Odozana roseiceps
Odozana roseiceps är en fjärilsart som beskrevs av Rothschild 1913. Odozana roseiceps ingår i släktet Odozana och familjen björnspinnare. Inga underarter finns listade i Catalogue of Life.